# Charles Frédéric Gerhardt
Charles Frédéric Gerhardt (21 d'agost, 1816 - 19 d'agost, 1856) fou un químic francès. Nascut a Estrasburg estudià a Karlsruhe, Leipzig, Gießen, i Dresden. L'any 1838 es traslladà a París, i el 1841 a Montpeller, on esdevingué professor titular de química l'any 1844. Aquest mateix any conegué Auguste Laurent amb qui compartí gran part de les seves idees sobre la química. Després d'haver mantingut fortes discrepàncies amb altres químics reconeguts de la seva època a causa de les seves teories deixà Montpeller el 1848 per establir-se a París on obrí la seva pròpia École de chimie pratique (Escola de química pràctica). Aquesta escola no va, però, prosperar i l'any 1855 va acceptar una plaça de professor a l'École Polytechnique a la seva ciutat natal d'Estrasburg on moriria l'any següent.
Gerhardt és especialment conegut pel seu treball de reformador en la notació de les fórmules químiques on introduí el concepte de sèrie homòloga l'any 1843. Treballà també en anhídrids d'àcids i va sintetitzar una forma impura de l'àcid acetilsalicílic.

## Obra
- Traité de Chimie Organique (4 vols.)

- 1838. « Ueber einige Stickstoffverbindungen des Benzoyls », en Justus Liebigs Annalen der Chemie

- 1841. Recherches chimiques sur les huiles essentielles : Premier Mémoire présenté a l'Académie des sciences, 30 novembre 1840, ed. de Bachelier

- 1841. Recherches sur l'hellénine, principe concret de la racine d'aulnée et sur quelques composés congénères (tesis de doctorat en ciències, Univ. de Paris, 6 de abril de 1841), Gratiot et Cie. Paris, en líneaArxivat 2014-11-29 a Wayback Machine.

- 1842. « Untersuchungen über die organischen Basen » a Liebigs Ann. Chem.

- 1846. « Ueber salpetersäure und salpetrigsäure Salze », a J. für Praktische Chemie

- 1853. « Recherches sur les acides organiques anhydres », a Ann. Chim. Phys.

- 1853. « Recherches sur les amides », amb L. Chiozza, a Comptes rendus de l'Académie des sciences

- 1858. « Ueber die Einwirkung des Phosphorsuperchlorids auf einige Amide », a Liebigs Ann. Chem.